# Плишкин, Пётр Семёнович
Пётр Семёнович Плишкин — русский историк, писатель 1800-х годов, автор книги о Переславле-Залесском и книги о Смутном времени.

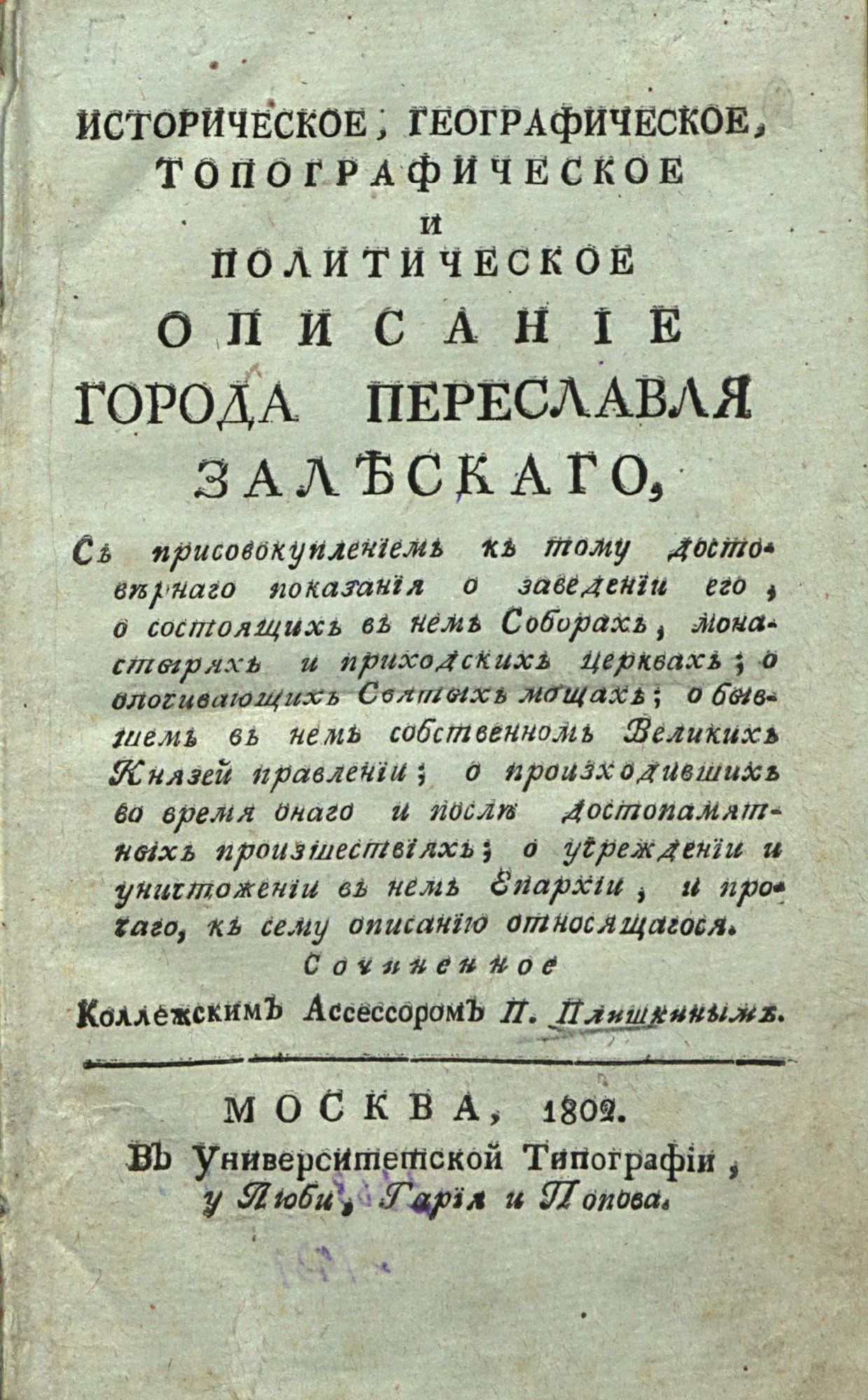
Титульный лист книги о Переславле-Залесском, 1802.

Родился в городе Переславле-Залесском Владимирской губернии, где долго жил. В 1802 году он имел чин коллежского асессора и в этом же году издал в Москве в Университетской типографии первый плод своих трудов — посвящённую императрице Марии Фёдоровне книгу «Историческое, географическое, топографическое и политическое описание города Переславля-Залесского…» (2-е изд. — М., 1879; 3-е изд. — М., 2004). Историк и основатель Переславского краеведческого музея Смирнов М.И. отмечал, что в книге есть неточности (это отмечено в предисловии издательства 3-е издания 2004 года, которое напечатано на современном алфавите с добавлением списка литературы).
В 1809 году Плишкин собрал и издал книгу «Историческое подробное описание происшествий о убиении святого благоверного царевича Димитрия Иоанновича, последовавшем в городе Угличе, с присовокуплением к тому обретения святых его мощей, перенесения их из Углича в Москву, и о бывших в России после убиения мятежах, происшедших чрез открывшихся самозванцев» (М. 1809).